# Kanal 5 (Macedonia del Norte)
Kanal 5 es un canal de televisión privado de Macedonia del Norte. Se trata de un canal generalista que emite informativos, programas de entretenimiento, deportes, series, películas y documentales.

## Historia
El canal inició emisiones en 1998, contando con 50 empleados y cubriendo Skopie y alrededores antes de expandir su alcance al resto del país. Desde entonces, el objetivo de Kanal 5 ha sido llegar a todos los hogares macedonios. En 2004, el canal obtuvo la concesión nacional y, desde entonces, su cobertura alcanza el 96% de la audiencia del país.
Desde agosto de 2009 hasta junio de 2012, Kanal 5 obtenía los derechos en exclusiva para Macedonia del Norte de todos los partidos de la Liga de Campeones de la UEFA, la Liga de Europa de la UEFA y la Supercopa de la UEFA. 
En 2010 se lanzó su segundo canal, Kanal 5 Plus y desde mayo de 2010, el canal emite en HD.
Actualmente es el segundo canal más visto de Macedonia del Norte.